# Kontinental filosofi
Kontinental filosofi är en term som myntades av engelsktalande filosofer för att beteckna olika filosofiska traditioner som starkt har influerats av vissa 1800- och 1900-talsfilosofer från Europas fastland. Termen används ofta som kontrast till analytisk filosofi. Vissa forskare menar att termen snarare är pejorativ än beskrivande. En synonym term, som inte anses pejorativ är modern europeisk filosofi. Enligt detta synsätt fungerar termen som en etikett på västerländska filosofiskolor som förkastas eller ogillas av analytiska filosofer. I Sverige finns enbart ett lärosäte som ägnar sig åt kontinental filosofi, filosofiinstitutionen vid Södertörns högskola.
De högst heterogena traditioner som utgör kontinentalfilosofin innefattar tysk idealism, fenomenologi, existentialism och dess förgreningar, hermeneutik, strukturalism, poststrukturalism, fransk feminism, vissa varianter av västerländsk marxism samt Frankfurtskolans kritiska teori.

## Definition
Det är svårt att hävda någonting icke-trivialt som är karakteriserande för alla de föregående filosofiska rörelserna. Termen "kontinentalfilosofi" saknar, i likhet med "analytisk filosofi", en klar och specifik definition och kan möjligtvis bli beskrivet som en familjelikhet hos spridda filosofiska synsätt. Vissa forskare har trots att dikotomin är ifrågasatt försökt att identifiera "typiska" teman som karaktäriserar kontinental filosofi:
1. Kontinentalfilosofer förkastar scientism, det vill säga synen att naturvetenskapen är det bästa eller mest korrekta sättet att förstå fenomen i världen. Kontinentalfilosofer påpekar ofta att vetenskapen utgår ifrån en "för-teoretisk förutsättning för erfarenhet", något som liknar Kants villkor för möjlig erfarenhet, och att vetenskapliga metoder är inadekvata för att förstå sådana förståndsvillkor. (Tänkare som Henri Bergson och Gilles Deleuze delar dock inte denna kritik av naturvetenskapen.)
2. Kontinentalfilosofi betraktar ofta dessa villkor för erfarenhet som föränderliga: åtminstone delvis bestämda av faktorer som kontext, rum och tid, språk, kultur eller historia. Där analytisk filosofi tenderar att se på filosofiska problem som distinkta, avskilda och möjliga att analysera utan hänsyn till deras historiska kontext (på samma sätt som vetenskapsmän inte betraktar vetenskapshistorien som nödvändig för att kunna bedriva vetenskaplig forskning) så intar kontinentalfilosofin ofta positionen att "filosofiska argument och problem inte kan skiljas från de textmässiga och eller kontextuella villkoren för deras historiska uppkomst".
3. Kontinentalfilosofin utgår ofta ifrån att människor kan förändra dessa villkor för mänsklig erfarenhet: "om mänsklig erfarenhet är en kontingent skapelse så kan den återskapas på andra sätt". Kontinentalfilosofer tenderar följaktligen att intressera sig av teorins och praktikens enhet, och tenderar att se sina filosofiska undersökningar som tätt förknippade med personliga, moraliska eller politiska förändringar. Denna tendens är mycket tydlig i den marxistiska traditionen ("Filosoferna har bara tolkat världen på en rad olika sätt, men det gäller att förändra den." - Karl Marx), men är också ett drag i existentialism och poststrukturalism.
4. Kontinentalfilosofi har också ett drag av att betona metafilosofi. I kölvattnet av naturvetenskapens utveckling och framgång har kontinentalfilosofer ofta sökt omdefiniera filosofins metod och väsen. I vissa fall (som med tysk idealism eller fenomenologi) tar det sig formen av det traditionella synsättet att filosofi är den första, grundläggande, a priori-vetenskapen. I andra fall (som hermeneutik, kritisk teori och strukturalism) hävdas det att filosofi undersöker ett kunskapsområde som är oreducerbart kulturellt och praktiskt. I ytterligare andra fall (som med Kierkegaard, Nietzsche, den senare Martin Heidegger och Derrida) hyser man allvarliga tvivel om koherensen hos de traditionella uppfattningarna av filosofi.

## Historia
Termen "kontinentalfilosofi" användes först brett för att beteckna riktningar inom universiteten under 1970-talet, uppkommet som ett gemensamt namn för de filosofiska riktningar i Frankrike och Tyskland som då var vitt spridda, som fenomenologi, existentialism, strukturalism och poststrukturalism. Det kom följaktligen att anammas av engelsktalande filosofer som influerats av sådana riktningar. 
Det finns emellertid mycket som tyder på att distinktionen fanns långt innan 1970-talet. Vissa forskare spårar distinktionen så långt tillbaka som sent 1800-tal, när Brentano, Husserl och Reinach föreslog en ny fenomenologisk filosofisk metod; en utveckling som i stort sett var samtida med publicerandet av verk av Gottlob Frege och Bertrand Russell som syftade till att inviga en ny filosofisk metod baserad på analys av språket med hjälp av modern logik (därav termen "analytisk" filosofi). Andra forskare daterar dock splittringen till ett århundrade tidigare, med Immanuel Kants filosofi. Kant är den yngsta filosofen som båda traditionerna betraktar som kanonisk. Denna datering av splittringen stöds av faktumet att både Russell och G.E. Moore intog en avvisande attityd till postkantianska filosofer som Fichte, Friedrich von Schelling och Hegel; och av John Stuart Mills essä från 1840 om Samuel Taylor Coleridge där Mill kontrasterar den kantiansk-influerade "Kontinentalfilosofin" och "kontinentala filosofer" med den brittiska empirismen som representerades av exempelvis Bentham.

## 1900-talet
Eftersom kontinentalfilosofins institutionella rötter i många fall direkt härrör från fenomenologin så har Edmund Husserl alltid varit en central gestalt inom traditionen. Husserl studeras icke desto mindre flitigt även inom den analytiska traditionen. Husserls begrepp noema (ett icke-psykologiskt tankeinnehåll), hans korrespondens med Gottlob Frege och hans undersökningar av logikens natur intresserar än idag många analytiska filosofer.
En särskilt polemisk illustration av skillnaden mellan analytiska och kontinentala filosofiska stilar är Rudolf Carnaps Elimination of Metaphysics through Logical Analysis of Language, där han hävdar att Heideggers föreläsning What Is Metaphysics? bryter mot logisk syntax för att skapa meningslösa pseudopåståenden. I samband med nazistpartietss övertagande i Tyskland flydde många tyska filosofer, särskilt de med judiskt påbrå och de som stod till vänster på den politiska skalan (som många i Wienkretsen och Frankfurtskolan), till Storbritannien, USA eller Sovjetunionen. De filosofer som stannade inom den tyska akademiska världen fick finna sig tillfreds med att nazisterna kontrollerade universiteten. Vissa, som Martin Heidegger, välkomnade till och med nazismen när den blev statsideologi.
Både för och efter Andra världskriget ökade intresset för tysk filosofi i Frankrike. På grund av det franska kommunistpartiets roll i befrielsen av Frankrike kom det för ett kort tag att bli den största politiska rörelsen i landet. Intresset för kommunism ledde till ett ökat intresse av Marx och Hegel som nu för första gången studerade utförligt i den konservativa franska universitetsvärlden. Dessutom fick fenomenologen Husserl och hans gamla kollega Heidegger ett stort antal anhängare. Den viktigaste personen inom denna popularisering av fenomenologin var författaren och filosofen Sartre som kallade sin filosofi existentialism.

## Kontinentalfilosofi i engelsktalande länder
Från tidigt 1900-tal fram till 1960-talet behandlades kontinentala filosofer sällan i brittiska och amerikanska universitet. De få omnämnandena av kontinentalfilosofi som förekom var generellt avfärdande och fientliga. På grund av begäran från studenterna började emellertid filosofiinstitutioner erbjuda kurser i kontinentalfilosofi i slutet av 1960-talet och 1970-talet. Under den tidsperioden ökade också kommunikationen mellan de analytiska och kontinentala disciplinerna, även om dessa möten var allmänt antagonistiska. Icke desto mindre verkade det ett tag som att distinktionen mellan analytisk och kontinental filosofi skulle upplösas. Efter Sartres död och postmodernismens höjdpunkt under 1980-talet började dock analytiska filosofer allt mer motsätta sig kontinentalfilosofins metoder och slutsatser. En person som särskilt utsattes för mycket kritik och förlöjliganden var Derrida.
Även om brittiska och amerikanska universitet fortfarande erbjuder vissa kurser med kontinentalfilosofisk prägel så är splittringen mellan kontinentalfilosofin och den analytiska traditionen större än den var innan 1960-talet. Den övervägande majoriteten av alla akademiska tidskrifter om filosofi accepterar idag bara artiklar skrivna i analytisk stil. Termerna "kontinental" och "analytisk" används också allt oftare i boktitlar. Under tiden har dock universitetsinstitutioner inom litteratur, estetik, film, sociologi och psykologi i större utsträckning än tidigare inlemmat kontinentalfilosofiska idéer och jargong i sina kursutbud.